# Scoffe
Scoffe (in sloveno Škoflje, in tedesco Scoffle) è un paese della Slovenia, frazione del comune di Divàccia.
La località si trova a 360,6 metri s.l.m., a 6,9 chilometri a sudest del capoluogo comunale ed a 15,3 chilometri dal confine italiano. È bagnata dal fiume Timavo superiore (Reka) e dal torrente Sussiza (Sušica).
Durante il dominio asburgico fu comune autonomo e comprendeva anche l'attiguo insediamento (naselje) di Zaverco dell'attuale comune di Divàccia.

Tra le due guerre mondiali per un periodo fu frazione comune di Nacla San Maurizio nella provincia di Trieste per passare in seguito al comune di Divàccia-San Canziano.